# صناعات الدريدج
صناعات الدريدج (بالإنجليزية: Eldridge Industries)‏ هي شركة قابضة يقع مقرها الرئيسي في غرينيتش، كونيتيكت، ولها مكاتب في نيويورك ولندن وبيفرلي هيلز. تقوم إلدريدج باستثمارات في مختلف الصناعات بما في ذلك التأمين وإدارة الأصول والتكنولوجيا والرياضة والإعلام والعقارات وقطاع المستهلك.